# Ciornuhîne
Ciornuhîne (în ucraineană Чорнухине) este o așezare de tip urban din raionul Perevalsk, regiunea Luhansk, Ucraina. În afara localității principale, nu cuprinde și alte sate.

## Demografie
Componența lingvistică a așezării de tip urban Ciornuhîne
     Rusă (87,37%)
     Ucraineană (11,72%)
     Alte limbi (0,08%)
Conform recensământului din 2001, majoritatea populației așezării de tip urban Ciornuhîne era vorbitoare de rusă (87,37%), existând în minoritate și vorbitori de ucraineană (11,72%).